# Gefängnis Spaç

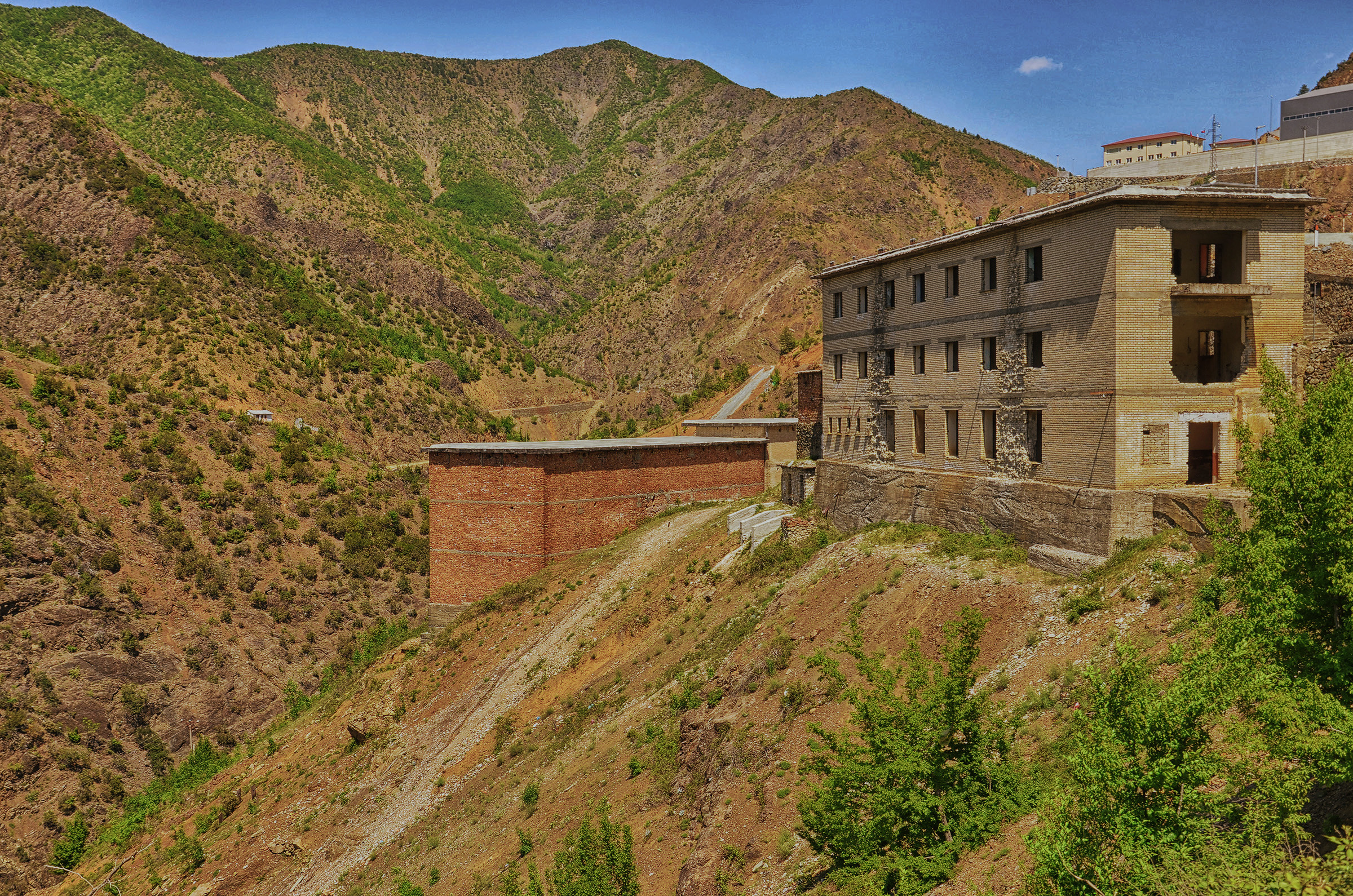
Die Anlage des Straflagers im Jahr 2018

Das Gefängnis Spaç (albanisch Burgu i Spaçit) war bis 1991 ein Straflager für politische Gefangene zur Zeit der Volksrepublik in Nordalbanien. Das Gefängnis lag sehr abgelegen in den Bergen beim Dorf Spaç (ehemalige Gemeinde Orosh) in der Mirdita. Die Gefangenen mussten in den Kupfer- und Pyrit-Minen, die Teil der Anlage waren, arbeiten. Spaç galt als eines der schlimmsten Gefängnisse des Landes, wo Tausende – vermeintliche – Gegner des kommunistischen Regimes lange Haftstrafen verbüßen mussten.
Als solches ist das ehemalige Gefängnis Spaç ein „Symbol des Schreckens“ und ein Mahnmal der Verbrechen der kommunistischen Diktatur und ihrer Aufarbeitung.

## Geschichte
Erste Bergbauaktivitäten begannen in Spaç im Jahr 1954.
Das Gefängnis wurde 1968 eröffnet, dem stalinistischen Gulag-System folgend. Es gab einfachste Unterkünfte für die Gefangenen, die dort schwer unter der sommerlichen Hitze und der Kälte des Winters litten, getrennt stehende Isolationszellen, einen Esssaal, ein Verwaltungsgebäude sowie Unterkünfte für die wachhabenden Offiziere und Soldaten. Im Arbeitslager waren bis zu 1400 Personen eingesperrt, wobei es nur für 400 Gefangene errichtet worden war. Die Insassen wurden täglich unter schwierigsten Bedingungen zu vielen Stunden Sklavenarbeit in den Minen unter gesundheitsschädigenden Bedingungen bei sehr schlechter Luft gezwungen. Eine Brücke führte über einen eingeschnittenen Bach zu den Stollen.  Viele der Gefangenen wurden misshandelt und getötet, andere verletzten sich schwer bei der Arbeit oder starben an Erschöpfung, die meisten waren erkrankt aufgrund der schlechten Ernährung und fehlender medizinischer Versorgung.

Im Mai 1973 erhob sich ein Aufstand unter den Insassen. Die Revolte gilt als erster Aufstand gegen das kommunistische Regime in Albanien. Dabei wurde eine Fahne ohne kommunistischen Stern gehisst. Spezialkräften gelang es nach drei Tagen, das Gefängnis wieder unter Kontrolle zu bringen. In der Folge wurden vier Häftlinge erschossen und rund 100 Häftlinge zu langjährigen Zusatzstrafen verurteilt. Im Mai 1985 erhoben sich die Insassen gegen die schlechten Bedingungen und die Gewalt der Aufseher. Spezialkräfte des Innenministeriums wurden als Unterstützung per Hubschrauber eingeflogen. Drei Gefangene erhielten Todesstrafen, viele langjährige Gefängnisstrafen und einige starben unter den Schlägen und Misshandlungen der Sigurimi.

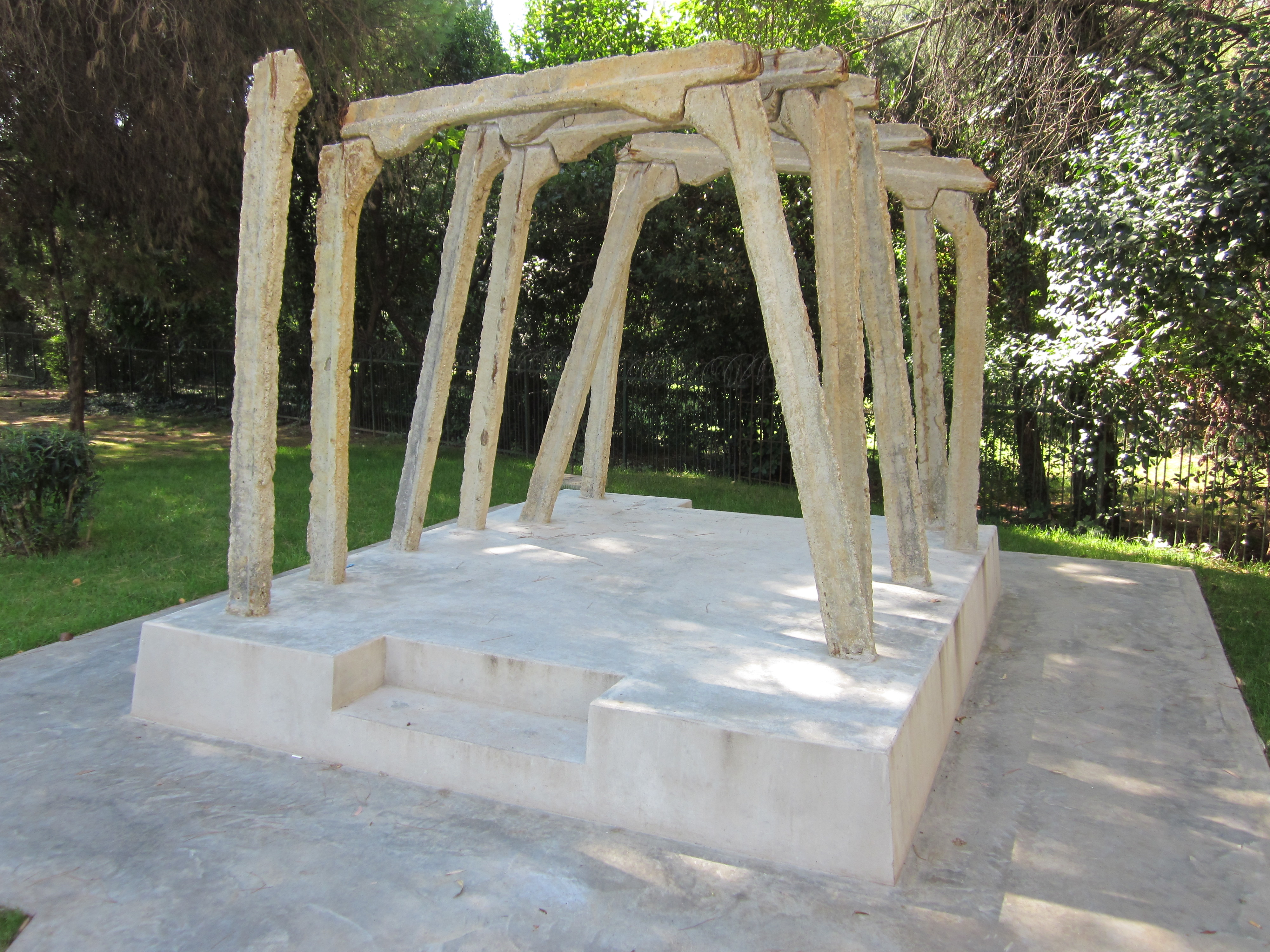
Stützträger aus dem Bergwerk von Spaç als Teil des Mahnmals Postbllok in Tirana

1991 wurden die Arbeitslager für politische Gefangene in Albanien und somit auch das Gefängnis Spaç geschlossen, nachdem das kommunistische System zusammengebrochen war.

„Sie hielten mich danach zwölf Jahre lang im Straflager von Spac fest – ein Gefängnis, das durchaus mit dem Konzentrationslager der Nationalsozialisten in Mauthausen verglichen werden könnte. Es befand sich in der Nähe eines Bergwerkes, in dem die Gefangenen zu unaufhörlicher, gefährlicher Arbeit gezwungen wurden. Tatsächlich starben viele.“

## Heutige Situation
Nach 1995 war das Gefängnis komplett verlassen und verfiel allmählich. Eisen und anderes Metall wurden entfernt und verkauft.
Das ehemalige Gefängnis ist als Denkmal der zweiten Kategorie eingetragen. Es gibt Pläne von internationalen Organisationen und ehemaliger politischer Gefangener in Albanien, die Anlage in eine Gedenkstätte mit Museum zu verwandeln. 2015 nahm die New Yorker Organisation World Monument Fund das Gefängnis in seine Liste der 50 am meisten gefährdeten Denkmäler der Welt auf. Im Sommer 2017 erklärte die albanische Kulturministerin die Absicht, die Anlage in ein Museum verwandeln und den alten Bauzustand wiederherstellen zu wollen.
Trotz des Status als Denkmal und Gedenkstätte wurde 2015 der Minenbetrieb in Spaç wieder aufgenommen. Eine türkische Firma plant, die Mine, die sie als zweitgrößte Kupfermine Albaniens bezeichnet, zu betreiben.

## Bekannte Insassen

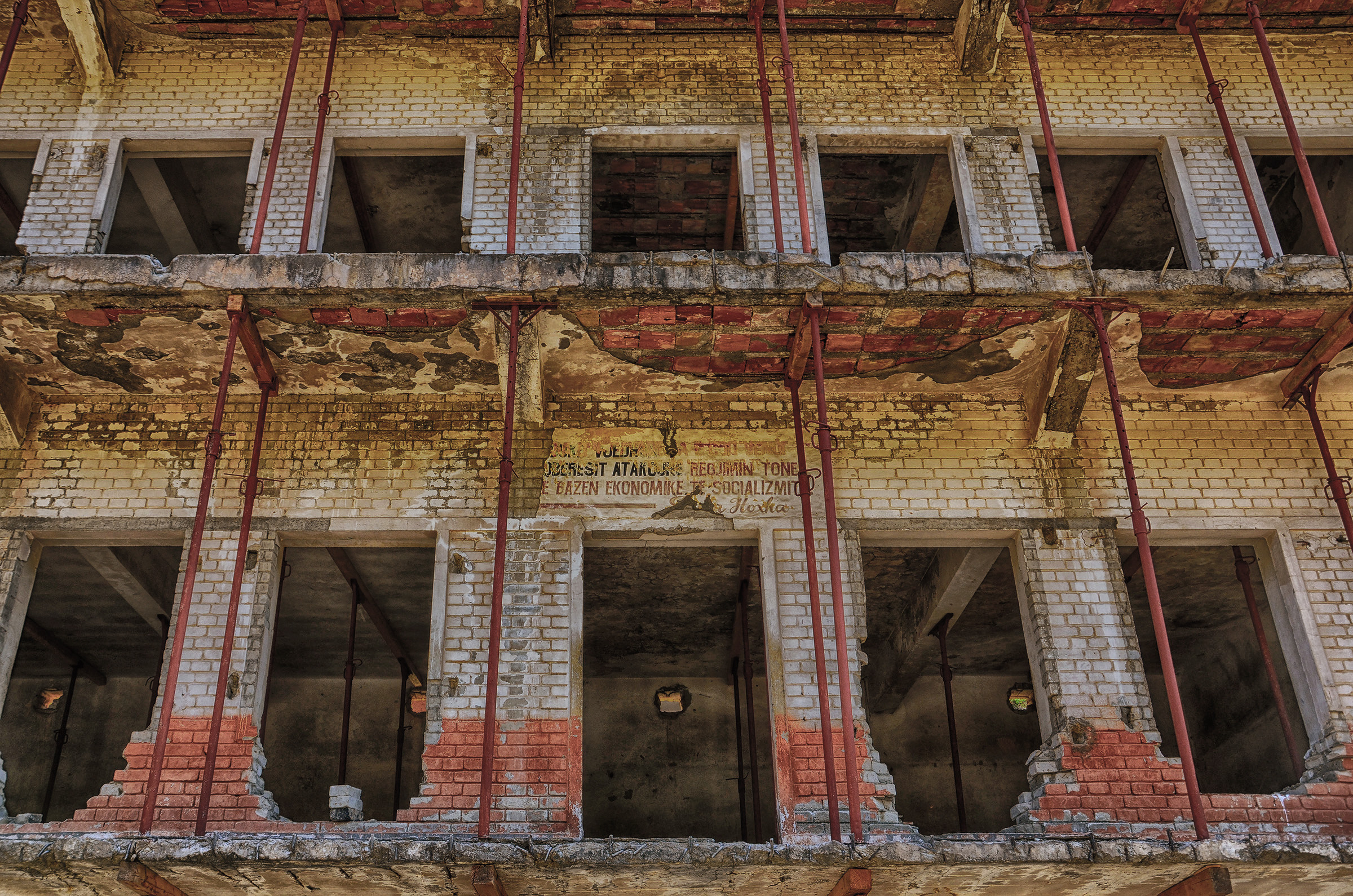
Zellentrakt (2018)

- Simon Jubani (1927–2011), katholischer Priester, von 1964 bis 1989 inhaftiert, darunter in Spaç[11]
- Osman Kazazi (1917–1999), 42 Jahre inhaftiert, darunter in Spaç[23][24]
- Fatos Lubonja (* 1951), Autor und Dissident, von 1974 bis 1991 inhaftiert, davon elf Jahre in Spaç[25]
- Spartak Ngjela (* 1948), Jurist und Politiker, von 1979 bis 1990 inhaftiert, darunter in Spaç[23]
- Zef Pllumi (1924–1997), katholischer Priester, von 1967 bis 1989 inhaftiert, darunter in Spaç
- Bashkim Shehu (* 1955), Autor und Sohn von Mehmet Shehu, von 1981 bis 1991 inhaftiert, darunter in Spaç[17]
- Ernest Simoni (* 1928), katholischer Kardinal, von 1963 bis 1981 inhaftiert, davon zehn Jahre in Spaç[26]
- Zef Simoni (1928–2009), katholischer Bischof, 1967–1979[14]
- Maks Velo (1935–2020), Künstler und Autor, 1978–1986